# تي. جي. ريان
تي. جي. ريان هو سياسي أسترالي، ولد في 1 يوليو 1876 في بورت فيري ‏ في أستراليا، وتوفي في 1 أغسطس 1921 في باركالدين في أستراليا. نشط حزبياً في حزب العمال الأسترالي.

## مناصب
- انتخب Leader of the Opposition (Queensland) [الإنجليزية]‏.
- انتخب Attorney-General of Queensland [الإنجليزية]‏.
- انتخب Premier of Queensland [الإنجليزية]‏ (1 يونيو 1915 – 22 أكتوبر 1919).
- انتخب عضو مجلس النواب الأسترالي ‏ عن دائرة Division of West Sydney [الإنجليزية]‏ (13 ديسمبر 1919 – 1 أغسطس 1921).
- انتخب عضو المجلس التشريعي لولاية كوينزلاند ‏.